# جون ميجر (لاعب اتحاد الرغبي)
جون ميجر (بالإنجليزية: John Major)‏ هو لاعب اتحاد الرغبي نيوزيلندي، ولد في 8 أغسطس 1940 في واكتاني ‏ في نيوزيلندا.